# مصر میانی

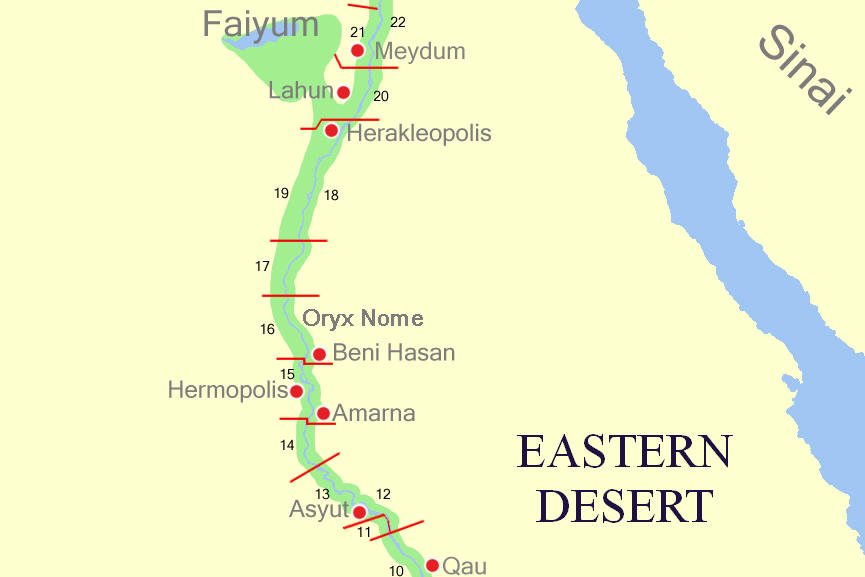
نقشهٔ مصر میانی، منطقه‌ای در میان مصر سفلی و مصر علیا

مصر میانی (به عربی: مِصْر ٱلْوِسْطَی‎) منطقه‌ای قرار گرفته در میان مصر سفلی (دلتای نیل) و مصر علیا است که از اسیوط در جنوب آغاز می‌شود و به ممفیس می‌رسد.
در دوران مصر باستان، دو مصر علیا و سفلی از هم جدا بودند. با این حال مصر میانی در عمل زیر نفوذ مصر علیا بود. در سده ۱۹ میلادی مصرشناسان برای نخستین بار نیاز به جدا کردن دو مصر کردند و واژه «مصر میانی» را برای بخشی از زمین میان قاهره و قنا برگزیدند.